# Термини (Напуљ)
Термини је насеље у Италији у округу Напуљ, региону Кампанија.
Према процени из 2011. у насељу је живело 721 становника. Насеље се налази на надморској висини од 293 м.